# Daniel Gélin
Daniel Yves Alfred Gélin (Angers, 19 de mayo de 1921-París, 29 de noviembre de 2002) fue un actor teatral y cinematográfico francés, además de ocasional director y guionista.

## Biografía
Nacido en Angers, Francia, sus padres eran Yvonne Le Méner y Alfred Ernest Joseph Gélin. Cuando él tenía diez años de edad, su familia se  mudó a Saint-Malo. Allí Gélin cursó estudios hasta ser expulsado a causa de su comportamiento, consiguiendo su padre que después trabajara en una tienda vendiendo latas de pescado. 
Gélin tuvo la oportunidad de ver el rodaje del film de Marc Allegret Entrée des artistes, y ello motivó que viajara a París con el fin de preparase para iniciar la carrera de actor. Estudió en los cursos de arte dramático de René Simon de dicha ciudad antes de entrar en el Conservatorio Nacional de Arte Dramático, centro en el cual conoció a Louis Jouvet, iniciando posteriormente su trayectoria como actor teatral. Su primer trabajo en el cine llegó en 1940 con el film Miquette, y a lo largo de varios años actuó como extra o haciendo pequeños papeles en películas rodadas en Francia. De esa época destaca su participación en la película de Jean Gabin y Marlene Dietrich Martin Roumagnac (1946).
Su primer papel protagonista llegó en 1949 con Rendez-vous de juillet. En total, a lo largo de su trayectoria trabajó en más de 150 filmes, entre ellos los dirigidos por Max Ophüls La ronda (1950) y Le Plaisir (1952), los de Sacha Guitry Si Versailles m'était conté (1954) y Napoléon (1955), el de Alfred Hitchcock The Man Who Knew Too Much (1956), el de Jean Cocteau Le Testament d'Orphée (1960), y otras destacadas cintas, entre ellas El soplo al corazón (1971) y La Nuit de Varennes (1982).
Aunque se casó con Danièle Delorme, con la que tuvo un hijo, el cineasta Xavier Gélin, mantuvo una relación sentimental con la modelo Marie Christine Schneider, fruto de la cual nació la actriz Maria Schneider. Sin embargo, Gélin se negó a reconocer a Maria hasta que ella fue adolescente. Tras divorciarse en 1955, tuvo otros dos hijos, los también actores Manuel Gélin y Fiona Gélin.
Daniel Gélin falleció en París, Francia, en 2002, a causa de una insuficiencia renal. Fue enterrado en el Cementerio de Rocabey, en Saint-Malo.

## Teatro
Actor
- 1941: Los enredos de Scapin, de Molière, escenografía de André Barsacq, Teatro de l'Atelier
- 1942: Dieu est innocent, de Lucien Fabre, escenografía de Marcel Herrand, Teatro des Mathurins
- 1942: D'après nature ou presque, de Michel Arnaud, escenografía de Marcel Herrand, Teatro des Mathurins
- 1946: Winterset, de Maxwell Anderson, escenografía de André Certes, Teatro des Carrefours
- 1947: Virage dangereux, de John Boynton Priestley, escenografía de Raymond Rouleau, Teatro de París
- 1950: Notre peau, de José-André Lacour, escenografía de Michel Vitold, Teatro de l'Œuvre
- 1950: La neige était sale, de Frédéric Dard a partir de Georges Simenon, escenografía de Raymond Rouleau, Teatro de l'Œuvre
- 1955: L'Homme qui se donnait la comédie, de Emlyn Williams, escenografía de Daniel Gélin, Teatro des Célestins
- 1957: Le Grand Couteau, de Clifford Odets, escenografía de Jean Serge, Théâtre des Bouffes-Parisiens
- 1960: Erik XIV, de August Strindberg, escenografía de Jean Vilar, Teatro Nacional Popular, Teatro de Chaillot, Festival de Aviñón
- 1961: Andrómaca, de Jean Racine, escenografía de Marguerite Jamois, Teatro des Célestins
- 1963: Le Paria, de Graham Greene, escenografía de Jean Mercure, Teatro Saint-Georges
- 1964: Bonheur, impair et passe. de Françoise Sagan, escenografía de Claude Régy y Françoise Sagan, Teatro Édouard VII
- 1966: A puerta cerrada, de Jean-Paul Sartre, escenografía de Michel Vitold, Teatro des Mathurins
- 1967: A puerta cerrada, de Jean-Paul Sartre, escenografía de Michel Vitold, Teatro des Célestins
- 1967: La Putain respectueuse, de Jean-Paul Sartre, escenografía de Michel Vitold, Teatro des Célestins
- 1969: Le monde est ce qu'il est, de Alberto Moravia, escenografía de Pierre Franck, Teatro des Célestins, Teatro de l'Œuvre
- 1969: S.O.S. Homme seul, de Jacques Vilfrid, escenografía de Michel Vocoret, Teatro des Nouveautés
- 1970: S.O.S. Homme seul, de Jacques Vilfrid, escenografía de Michel Vocoret, Teatro des Célestins
- 1970: La Fuite, de Mikhaïl Boulgakov, escenografía de Pierre Debauche, Teatro des Amandiers
- 1972: Ne m'oubliez pas, de Peter Nichols, escenografía de Michel Fagadau, Teatro de la Renaissance
- 1972: Rendez-vous au plaza, de Neil Simon, escenografía de Emilio Bruzzo, Teatro des Célestins
- 1974: Leda, de Paul Éluard, coreografía de Jacques Garnier, Festival de Aviñón
- 1974: Docteur Hero, de Israël Horovitz, escenografía de Jean-Claude Amyl, Teatro La Bruyère
- 1975: Monsieur Masure, de Claude Magnier, escenografía de Michel Roux, Teatro Daunou
- 1976: Le Scénario, de Jean Anouilh, escenografía de Jean Anouilh y Roland Piétri, Teatro de l'Œuvre
- 1977: Le Scénario, de Jean Anouilh, escenografía de Jean Anouilh y Roland Piétri, Teatro des Célestins
- 1979: C'est à c't'heure ci que tu rentres ?, de Michel Fermaud, escenografía de Jean-Luc Moreau, Teatro des Nouveautés
- 1981: A puerta cerrada, de Jean-Paul Sartre, escenografía de Georges Wilson, Teatro des Mathurins
- 1981: Pétition, de Vaclav Havel, escenografía de Stephan Meldegg, Teatro des Mathurins
- 1987: George Dandin, de Molière, escenografía de Roger Planchon, Teatro Nacional Popular
- 1988: George Dandin, de Molière, escenografía de Roger Planchon, Teatro Nacional Popular
- 1992: Les Parents terribles, de Jean Cocteau, escenografía de Raymond Acquaviva
- 1997: Le Bonheur à Romorantin, de Jean-Claude Brisville, escenografía de Jean-Luc Tardieu, Espace 44 Nantes

Director
- 1955: L'Homme qui se donnait la comédie, de Emlyn Williams, Teatro des Célestins
- 1977: Las manos sucias, de Jean-Paul Sartre, Teatro des Célestins
- 1977: Le Cours Peyol, de Étienne Rebaudengo, Teatro de l'Œuvre
- 1995: Noix de coco, de Marcel Achard

## Filmografía
Cine
- 1940: Miquette, de Jean Boyer

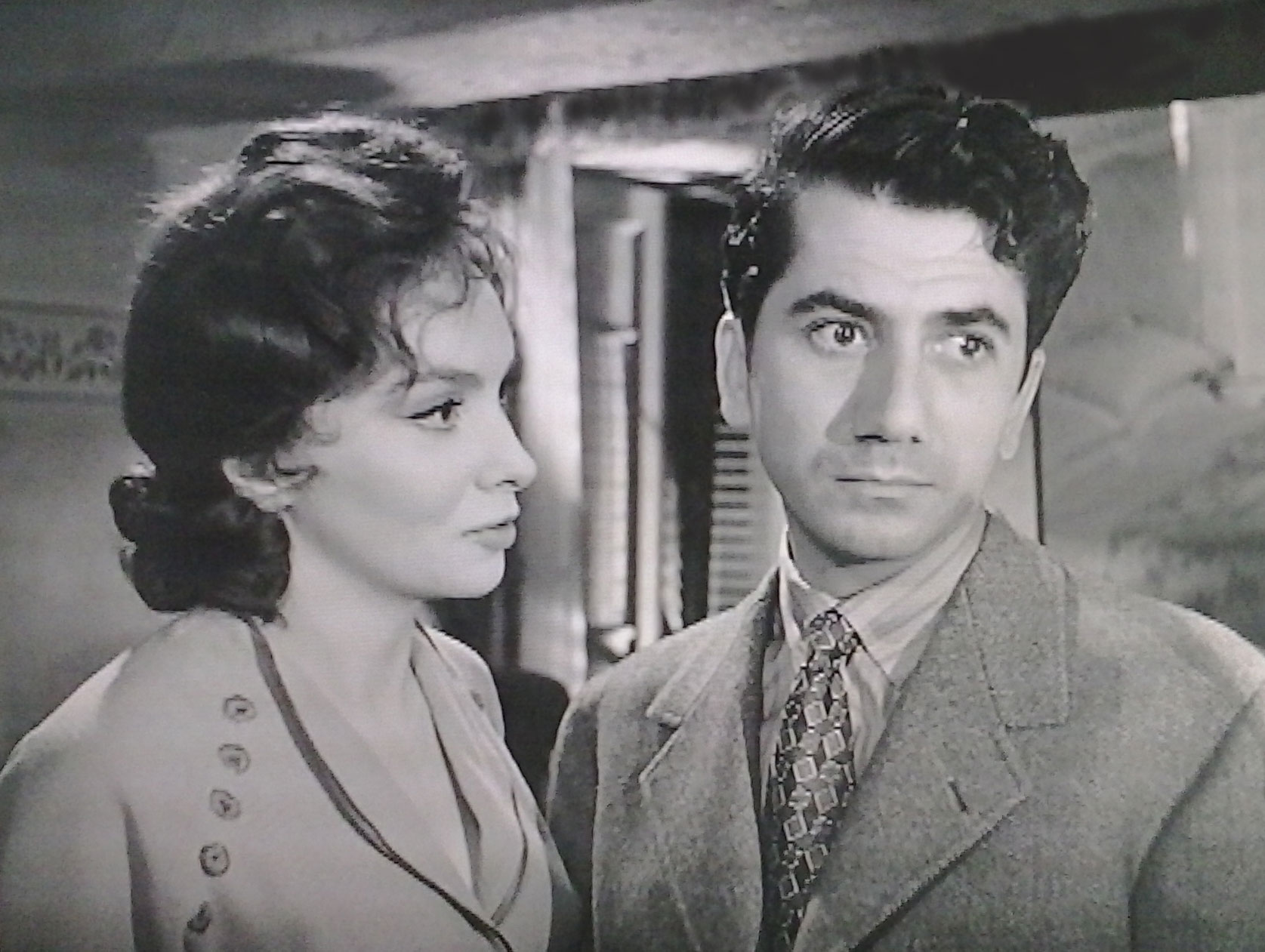
Gina Lollobrigida y Daniel Gélin en un fotograma de la película de 1954 La romana, de Luigi Zampa (1905-1991).

- 1940: Soyez les bienvenus, de Jacques de Baroncelli
- 1940: Les Surprises de la radio, de Marcel Paul
- 1941: Premier Rendez-vous, de Henri Decoin
- 1942: Les Cadets de l'océan, de Jean Dréville
- 1942: L'assassin habite au 21, de Henri-Georges Clouzot
- 1942: Les Inconnus dans la maison, de Henri Decoin
- 1943: Lucrèce, de Léo Joannon
- 1943: Les Petites du quai aux fleurs, de Marc Allégret
- 1945: La Tentation de Barbizon, de Jean Stelli
- 1945: Un ami viendra ce soir, de Raymond Bernard
- 1946: La Fille du diable, de Henri Decoin
- 1946: La Nuit de Sybille, de Jean-Paul Paulin
- 1946: Martin Roumagnac, de Georges Lacombe
- 1946: La Femme en rouge, de Louis Cuny
- 1946: Ouvert pour cause d'inventaire, de Alain Resnais
- 1947: Miroir, de Raymond Lamy
- 1947: Le Mannequin assassiné, de Pierre de Hérain
- 1948: Le Paradis des pilotes perdus, de Georges Lampin
- 1949: Rendez-vous de juillet, de Jacques Becker
- 1950: Dieu a besoin des hommes, de Jean Delannoy
- 1950: La ronda, de Max Ophüls
- 1950: Édouard et Caroline, de Jacques Becker
- 1950: Traité de bave et d'éternité
- 1951: Les Mains sales, de Fernand Rivers
- 1951: Une histoire d'amour, de Guy Lefranc
- 1952: Adorables Créatures, de Christian-Jaque
- 1952: Le Plaisir, de Max Ophüls, sketch «Le Modèle»
- 1952: Les Dents longues, de Daniel Gélin – también director y guionista
- 1952: Rue de l'Estrapade, de Jacques Becker
- 1952: La Minute de vérité, de Jean Delannoy
- 1952: La voce del silencio, de Georg-Wilhelm Pabst
- 1953: L'Esclave, de Yves Ciampi
- 1953: La neige était sale, de Luis Saslavsky
- 1953: Sang et Lumières, de Georges Rouquier y Ricardo Muñoz Suay
- 1953: Si Versailles m'était conté, de Sacha Guitry
- 1954: Les Amants du Tage, de Henri Verneuil
- 1954: L'affaire Maurizius, de Julien Duvivier
- 1954: Opinione pubblica, de Maurizio Corgnati
- 1954: La romana, de Luigi Zampa
- 1954: Napoleón, de Sacha Guitry
- 1954: L’ allegro squadrone, de Paolo Moffa
- 1955: Paris canaille, de Pierre Gaspard-Huit
- 1956: Bonsoir Paris, bonjour l'amour, de Ralph Baum
- 1956: Je reviendrai à Kandara, de Victor Vicas
- 1956: En effeuillant la marguerite, de Marc Allégret
- 1956: The Man Who Knew Too Much, de Alfred Hitchcock
- 1957: Charmants Garçons, de Henri Decoin
- 1957: Retour de manivelle, de Denys de La Patellière
- 1957: Trois Jours à vivre, de Gilles Grangier
- 1957: Mort en fraude, de Marcel Camus
- 1958: Suivez-moi jeune homme, de Guy Lefranc
- 1958: La Fille de Hambourg, de Yves Allégret
- 1958: Ce corps tant désiré, de Luis Saslavsky
- 1959: Cartagine en flamme, de Carmine Gallone
- 1959: Julie la Rousse, de Claude Boissol
- 1959: Le Testament d'Orphée, de Jean Cocteau
- 1959: Le tre eccetera del colonello, de Claude Boissol
- 1960: La Morte saison des amours, de Pierre Kast
- 1960: La Proie pour l'ombre, de Alexandre Astruc
- 1960: Réveille-toi chérie, de Claude Magnier
- 1960: El día más largo, de Ken Annakin, Andrew Marton y Bernhard Wicki – Las escenas con Gélin se suprimieron en el montaje
- 1961: Dans la gueule du loup, de Jean-Charles Dudrumet
- 1961: Les Petits Matins, de Jacqueline Audry
- 1962: Règlements de comptes, de Pierre Chevalier
- 1963: Tre piger i Paris, de Gabriel Axel
- 1963: Vacances portugaises, de Pierre Kast
- 1963: Cherchez l'idole, de Michel Boisrond
- 1964: La Bonne Soupe, de Robert Thomas
- 1964: L'Heure de la vérité, de Henri Calef
- 1964: El niño y el muro, de Ismael Rodríguez
- 1965: Compartiment tueurs, de Constantin Costa-Gavras
- 1965: Duel à la vodka, de Sammy Drechsel
- 1965: Die zeugin aus der holle, de Zica Mitrovic
- 1966: ¿Arde París?, de René Clément
- 1966: Les Sultans, de Jean Delannoy
- 1966: La Ligne de démarcation, de Claude Chabrol
- 1966: À belles dents, de Pierre Gaspard-Huit
- 1966: Soleil noir, de Denys de La Patellière
- 1967: Le Mois le plus beau, de Guy Blanc
- 1968: La Trêve, de Claude Guillemot
- 1968: Hallucinations sadiques, de Roy Kormon
- 1969: Slogan, de Pierre Grimblat
- 1969: Détruire, dit-elle, de Marguerite Duras
- 1969: La Servante, de Jacques-Paul Bertrand
- 1971: El soplo al corazón, de Louis Malle
- 1971: Far from Dallas, de Philippe Toledano
- 1972: Aimez-vous les uns les autres... mais pas trop, de Daniel Moosmann
- 1972: L'Hôtesse de Copenhague, de Jack O'Connell
- 1973: La polizia e' al servizio del cittadino, de R. Guerreri
- 1973: La Gueule de l'emploi, de Jacques Rouland
- 1974: Diálogo de exilados, de Raoul Ruiz
- 1974: Un linceul n'a pas de poches, de Jean-Pierre Mocky
- 1974: Trop c'est trop, de Didier Kaminka
- 1977: La Discorde, de Georges Franju
- 1977: Nous irons tous au paradis, de Yves Robert
- 1977: La Vocation suspendue, de Raoul Ruiz
- 1977: L'Honorable Société, de Anielle Weinberger
- 1977: Espace zéro, de Monique Demaine
- 1979: Arrête de ramer, t'attaques la falaise !, de Michel Caputo
- 1979: L'Œil du maître, de Stéphane Kurc
- 1980: Signé Furax, de Marc Simenon
- 1981: Sezona mira u Parizu, de Predag Golubovic
- 1982: Guy de Maupassant, de Michel Drach
- 1982: La Nuit de Varennes, de Ettore Scola
- 1984: Les Enfants, de Marguerite Duras
- 1984: Killing cars, de Michael Verhoeven
- 1985: Un delitto, de Salvatore Nocita
- 1986: Via Montenapoleone, de Carlo Vanzina
- 1987: Dandin, de Roger Planchon
- 1987: La vie est un long fleuve tranquille, de Étienne Chatiliez
- 1988: Sécurité publique, de Gabriel Benatar
- 1988: Itinéraire d'un enfant gâté, de Claude Lelouch
- 1990: Mister Frost, de Philippe Setbon
- 1990: Un type bien, de Laurent Bénégui
- 1990: Promotion canapé, de Didier Kaminka
- 1991: Les Secrets professionnels du Dr Apfelglück, de Alessandro Capone y Stéphane Clavier, sketch: «La Chandelle»
- 1991: Mauvaise Fille, de Régis Franc
- 1992: Les Eaux dormantes, de Jacques Tréfouel
- 1992: Coup de jeune, de Xavier Gélin
- 1992: De force avec d'autres, de Simon Reggiani
- 1993: Roulez jeunesse, de Jacques Fansten
- 1993: Les Marmottes, de Élie Chouraqui
- 1993: Pushing the Limits, de Thierry Donard
- 1994: La Cité de la peur, de Alain Berbérian
- 1994: Des feux mal éteints, de Serge Moati
- 1994: Les Ténors, de Francis de Gueltzl
- 1995: Fugueuses, de Nadine Trintignant
- 1995: Fantôme avec chauffeur, de Gérard Oury
- 1995: Les Bidochon, de Serge Korber
- 1996: Hommes, femmes, mode d'emploi, de Claude Lelouch
- 1997: Obsession - Berlin Niagara, de Peter Sehr

Cortometrajes
| - 1942: Étoiles de demain, de René Guy-Grand - 1944: Enquête du 58, de Jean Tedesco - 1949: Ulysse ou les Mauvaises Rencontres, de Alexandre Astruc - 1951: Vedettes sans maquillage, de Jacques Guillon - 1951: Chicago-digest, de Paul Paviot - 1952: Torticola contre Frankensberg, de Paul Paviot - 1952: Saint-Tropez, devoir de vacances, de Paul Paviot - 1953: Echos de plateaux, de Hubert Knapp y Igor Barrère - 1957: Un tigre sur la ville, de Jean Renoir - 1962: Bolivar 63-29, de Serge d'Artec - 1966: Les Eaux vives, eaux mortes, de Gérard Renateau | - 1966: Avec Claude Monet, de Dominique Delouche - 1969: Bruegel, de Paul Haesaerts – Narrateur - 1969: La Nature retrouvée, de Gérard Renateau - 1969: Israël, aujourd'hui, de Denys de La Patellière - 1979: La Jeune Veuve, de Bernard Roussan - 1993: Bartleby ou les hommes au rebut, de Véronique Tacquin - 1993: Du soleil plein la tête, de Patty Villiers - 1994: 3.000 scénarios contre un virus, corto «La Sirène», de Philippe Lioret - 2002: À l'abri des regards indiscrets, de Ruben Alves y Hugo Gélin |

### Televisión
| - 1956: K.M.X Labrador, de Alexandre Tarta - 1964: La Confrontation, de Yves-André Hubert - 1964: Les Murs, de Jean Kerchbron - 1965: Rien ne sert d'aimer, de Guy Labourasse - 1965: Les Saintes Chéries de Jean Becker y Maurice Delbez - 1966: La Morale de l'histoire, de Claude Dagues - 1967: Un regard en arrière, de Philippe Laïk - 1968: L'Aurore de plomb, de André Michel - 1968: Les Bas-fonds, de Jean-Paul Carrère - 1968: Les Saintes Chéries, de Jean Becker - 1969: Agathe ou les Mains vides, de Pierre Cardinal - 1970: Les Saintes Chéries, de Jean Becker - 1971: La Fuite, de Philippe Joulia - 1971: Un enfant dans la ville, de Pierre Sisser - 1971: Arsène Lupin, serie de Marcello Baldi y Jean-Louis Colmant, episodio «Le bouchon de cristal» - 1972: Une femme qui a le cœur trop petit, de Alain Dhenault - 1972: Vassa Geleznova, de Pierre Badel - 1973: Le Double Assassinat de la rue Morgue, de Jacques Nahum - 1974: Quai de l'étrangleur, de Yves-André Hubert - 1974: Tovaritch, de François Villiers - 1976: La jalousie, de Raymond Rouleau - 1976: Bonjour Paris, serie de Joseph Drimal - 1977: C'est arrivé à Paris, de François Villiers - 1978: Schwüle Tage, de Hajo Gies - 1978: Louis XI ou La naissance d'un roi, de Alexandre Astruc - 1978: La Discorde, de Georges Franju - 1978: Ciné-roman, de Serge Moati - 1978: Le Scénario, de François Chatel - 1978: La Vocation suspendue, de Raoul Ruiz - 1979: Monsieur Masure, de Jean Cohen - 1979: C'est à c't'heure là que tu rentres, de Bernard Deflandres - 1980: Les Filles d'Adam, de Eric Le Hung - 1980: Tarendol, de Louis Grospierre - 1980: Les Dames de cœur, de Paul Siegrist, episodio «Sacré Monstre» - 1980: L'École du mensonge, de Yves-André Hubert - 1981: Martine Verdier, serie de Bernard Toublanc-Michel - 1981: Conversations dans le Loir-et-Cher, de Yvon Gérault | - 1982: Les Enquêtes du commissaire Maigret, de Louis Grospierre, episodio Maigret et le Clochard - 1984: Progetto Atlantide, de Gianni Serra - 1984: Un delitto, de Salvatore Nocita - 1985: Olga e i suoi figli, de Salvatore Nocita - 1985: La Robe mauve de Valentine, de Patrick Bureau - 1986: Le Tiroir secret, de Édouard Molinaro, Roger Gillioz, Michel Boisrond y Nadine Trintignant - 1987: Question de géographie, de Alexandre Tarta - 1987: Pétition, de Jean-Louis Comolli - 1987: Marc et Sophie, serie de Didier Albert y Christophe Andrei - 1987: Das Erbe der Guldenburgs, de Géro Erhardt y Jurgen Goslar - 1989: L'Été de tous les chagrins, de Serge Moati - 1989: Condorcet de Michel Soutter - 1989: Olympe de nos amours, de Serge Moati - 1989: Si Guitry m'était conté: L'École des mensonges, de Yves-André Hubert - 1987: Si Guitry m'était conté: Les Desseins de la providence, de Yves-André Hubert - 1990: Formule 1, serie de Nardo Castillo y Paul Planchon - 1991: L'Amérique en otage, de Kevin Connor - 1991: Archibald, serie de Jean-François Claire y Mariana Evstutieva - 1991: Crimes et Jardins, de Jean-Paul Salomé - 1992: Une famille formidable, serie de Joël Santoni - 1994: L'Évanouie, de Jacqueline Veuve - 1994: Warrior spirit - 1994- 1996: Madame le proviseur, de José Pinheiro - 1995: Charlotte et Léa, de Jean-Claude Sussfeld - 1995: Maigret et la Vente à la bougie, de Pierre Granier-Deferre Adventures of smoke bellow / Chercheurs d'or, de Marc Simenon - 1996: Chasseurs de loups, chasseurs d'or, de René Manzor - 1996: Les Faux Médicaments, de Alain-Michel Blanc - 1997: Une femme d'action, de Didier Albert - 1997: Entre terre et mer, de Hervé Baslé - 1998: Les Marmottes, de Jean-Denis Robert y Daniel Vigne - 2000: Balla Ganget - Ève et Adam, de Catti Edfeldt |

Documentales
- 1967: Cinéma de notre temps:Jacques Becker, de Claude de Givray
- 1977: À perte de vie:Jacques Prévert, de Georges Ferraro
- 1997: Cannes:Les 400 coups, de Gilles Nadeau
- 2002: Louis Jouvet ou l'Amour du théâtre, de Jean-Claude Lallias y Jean-Noël Roy
- 2002: Louis de Funès, la comédie humaine, de Philippe Azoulay

Actor de voz
- 1959: En route vers les étoiles (Дорога к звездам/ Doroga k zvezdam) de Pavel Klouchantsev